# جو ديفيز
جو ديفيز (بالإنجليزية: Joe Davies)‏ (12 يوليو 1864 المملكة المتحدة - 7 أكتوبر 1943 المملكة المتحدة) هو لاعب كرة قدم بريطاني سابق كان يلعب كلاعب وسط.

## روابط خارجية
- جو ديفيز على موقع قاعدة بيانات كرة القدم.إي يو (الإنجليزية)
- جو ديفيز على موقع ناشيونال فوتبول تيمز (الإنجليزية)